# Stoke Mandeville
Stoke Mandeville ist ein Ort mit rund 6000 Einwohnern in Buckinghamshire, England.

## Geschichte
Der Ort wurde als Stoches um 1086 zum ersten Mal erwähnt. Als der Ort um 1284 in den Besitz einer normannischen Adelsfamilie de Mandeville kam, wurde der Zusatz Mandeville hinzugefügt.
Archäologisch ist Stoke Mandeville ebenfalls von Bedeutung. Bei Ausgrabungen im Rahmen des HS2-Bahnprojekts wurden unter der ehemaligen St. Mary’s Church Überreste einer angelsächsischen Kirche sowie römische Artefakte entdeckt, darunter drei gut erhaltene Marmorbüsten, die vermutlich aus einem römischen Mausoleum stammen.
In Stoke Mandeville wurde in den 1940er Jahren die weltweit erste Rehabilitationsklinik für Querschnittgelähmte unter Leitung von Sir Ludwig Guttmann gegründet. Dieser begründete auch die ersten Wettkämpfe für Kriegsversehrte, die 1948 erstmals und parallel zu den Olympischen Sommerspielen 1948 in London als "Stoke Mandeville Games" im benachbarten Aylesbury stattfanden. Daraus gingen später die Paralympischen Spiele und die IWAS World Games hervor. Die Spezialklinik zur Rehabilitation Querschnittgelämter besteht weiterhin.
Das Maskottchen Mandeville für die Sommer-Paralympics 2012 in London wurde nach dem Ort benannt.

## Verkehr

### Straßenverkehr
Stoke Mandeville ist über die A4010 mit High Wycombe verbunden.

### Schienenverkehr
Der Bahnhof Stoke Mandeville liegt an der London-Aylesbury-Linie und bietet regelmäßige Verbindungen nach London Marylebone sowie in andere Städte. Die Bahnstation wurde 1892 eröffnet und wird heute von Chiltern Railways betrieben.